# راشد أحمد الهاجري
راشد أحمد الهاجري، نائب سابق في مجلس الأمة الكويتي.
خاض الانتخابات التكميلية في عام 1966 في الدائرة الثامنة وفاز فيها، وشارك في انتخابات مجلس الأمة الكويتي 1967 في الدائرة السادسة، وحصل على 62 صوت وحل بالمركز السادس عشر وخسر بالانتخابات ، وشارك في انتخابات 1967 التكميلية في الدائرة السادسة وخسر بها، وشارك في انتخابات مجلس الأمة الكويتي 1971 في الدائرة السادسة، وحصل على 163 صوت وحل بالمركز السابع عشر وخسر بالانتخابات ، وشارك في انتخابات مجلس الأمة الكويتي 1975 في الدائرة الثامنة، وحصل على 162 صوت وحل بالمركز السادس عشر وخسر بالانتخابات ، وشارك في انتخابات مجلس الأمة الكويتي 1981 في الدائرة العاشرة، وحصل على 38 صوت وحل بالمركز الثامن عشر وخسر بالانتخابات.